# Автошлях Т 1028
Автошлях Т 1028 — автомобільний шлях територіального значення в Київській та Житомирській областях. Проходить територією Фастівського та Житомирського районів. Загальна довжина — 49,5 км.
Проходить крізь населені пункти Дідівщина, Вільшка, Хомутець, Брусилів, Нові Озеряни.